# Сонячна корона

Під час повного сонячного затемнення сонячну корону можна побачити неозброєним оком.

Со́нячна коро́на — зовнішня частина атмосфери Сонця, яка відстежується до відстані майже в два радіуси Сонця від сонячної фотосфери. Сонячна плазма в цій частині має малу густину й розігрівається до температур у кілька мільйонів Кельвінів.
Висока температура корони зумовлює незвичайні спектральні характеристики, що змусило деяких дослідників 19-го сторіччя припустити наявність в ній раніше невідомого хімічного елемента — «коронію» (спектр корони спостерігається з 1869 року). Ці спектральні характеристики пізніше були пояснені наявністю високоіонізованих атомів заліза (Fe-XIV). Бенгт Едлен, по кроках праці Гротріана (1939), вперше ідентифікував спектральні лінії корони у 1940 як переходи між низькими метастабільними рівнями базових конфігурацій високоіонізованих металів (зелена лінія заліза Fe-XIV довжиною 5303 Å та червона лінія заліза Fe-X — 6374 Å). Такі високі стадії іонізації означають температуру плазми понад 1 мільйон Кельвінів, що значно гарячіше температури поверхні Сонця.
Яскравість корони значно менша від яскравості поверхні Сонця та походить з трьох основних джерел, які всі займають один просторовий об'єм. K-корона (K від нім. kontinuierlich, «продовжувана») створена сонячним світлом, відбитим від вільних електронів; Доплерівське розширення відбитих фотосферичних ліній поглинання настільки сильно їх розширює, що повністю їх ховає, створюючи враження спектру без ліній поглинання. F-корона (F від Фраунгофер) створена сонячним світлом, відбитим від часточок пилу, і її можна спостерігати, бо її світло містить лінії поглинання Фраунгофера, які видимі у звичайному світлі; F-корона простягається до дуже високих кутів елонгації від Сонця, на яких вона отримала назву зодіакальне світло. E-корона (E від «емісія») є наслідком ліній спектральної емісії, які створюються іонами корональної плазми; її можна спостерігати у широких або заборонених або гарячих емісійних лініях, що є основним джерелом інформації про хімічний склад корони.

## Історія

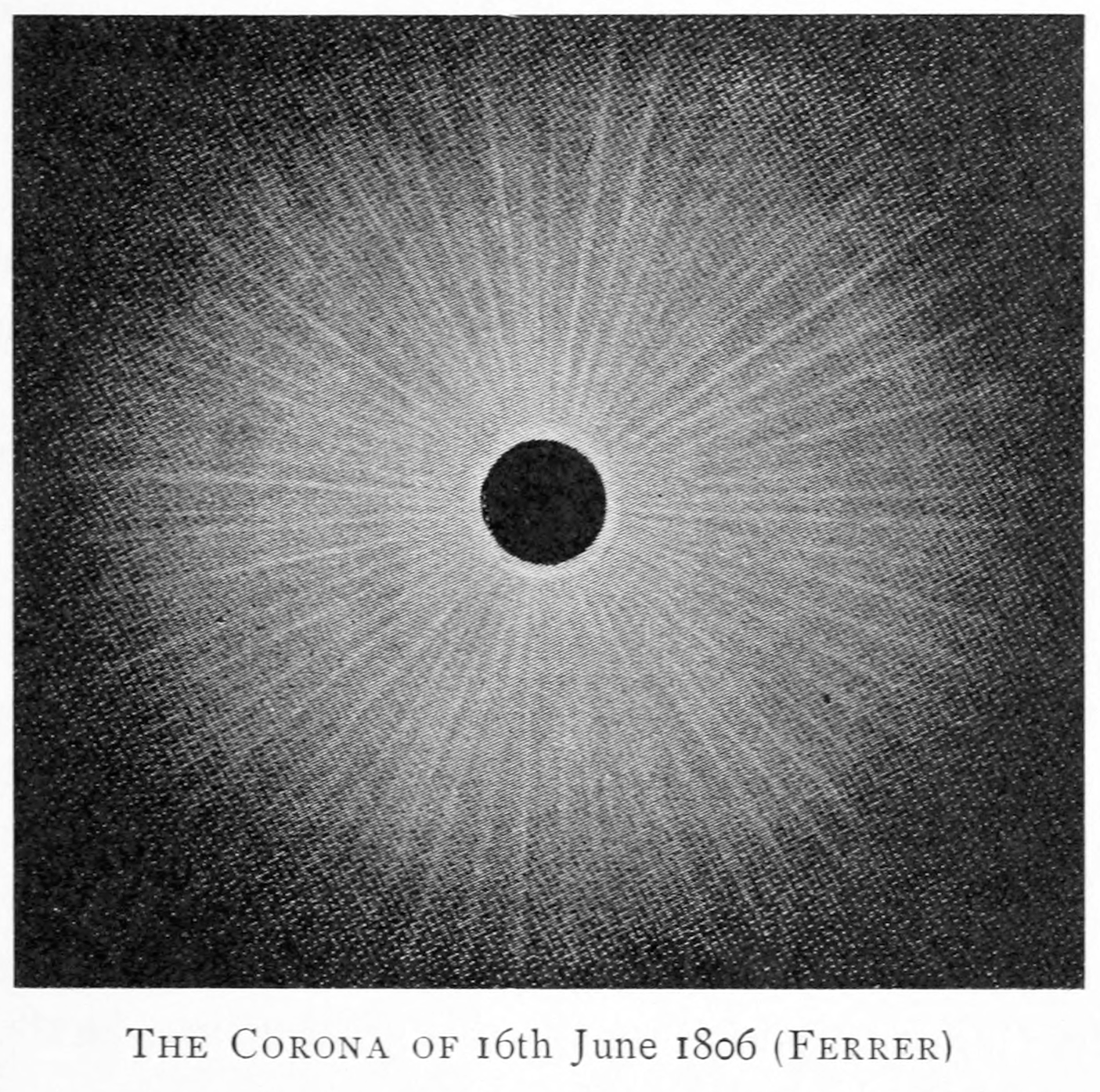
Корона, намальована Хосе Хоакіном де Феррером під час сонячного затемнення 16 червня 1806 року в Кіндергуку, Нью-Йорк.

У 1724 році франко-італійський астроном Джакомо Ф. Маральді визнав, що аура, видима під час сонячного затемнення, належить Сонцю, а не Місяцю. У 1809 році іспанський астроном Хосе Хоакін де Феррер ввів термін "корона". Ґрунтуючись на власних спостереженнях сонячного затемнення 1806 року в Кіндерхуку (штат Нью-Йорк), де Феррер також припустив, що корона є частиною Сонця, а не Місяця. Англійський астроном Норман Лок'єр виявив у хромосфері Сонця перший невідомий на Землі елемент, який був названий гелієм (від грецького helios - сонце). Французький астроном Жуль Жансен, порівнявши свої спостереження між затемненнями 1871 і 1878 років, зауважив, що розмір і форма корони змінюються з циклом сонячних плям. У 1930 році Бернар Ліо винайшов "коронограф", який дозволяє спостерігати корону без повного затемнення. У 1952 році американський астроном Юджин Паркер припустив, що сонячна корона може нагріватися міріадами крихітних "наноспалахів" - мініатюрних сяйв, що нагадують сонячні спалахи, які виникають по всій поверхні Сонця.

## Історичні теорії
Висока температура сонячної корони надає їй незвичайних спектральних особливостей, що змусило декого в 19 столітті припустити, що вона містить раніше невідомий елемент - "короній". Натомість ці спектральні особливості відтоді пояснюються високоіонізованим залізом (Fe-XIV, або Fe13+). Бенгт Едлен, наслідуючи роботу Вальтера Гротріана в 1939 році, вперше ідентифікував корональні спектральні лінії в 1940 році (спостерігаються з 1869 року) як переходи з низько розташованих метастабільних рівнів основної конфігурації високоіонізованих металів (зелена лінія Fe-XIV від Fe13+ при 5303Å, а також червона лінія Fe-X від Fe9+ при 6374Å).

## Спостережувані компоненти
Сонячна корона має три визнаних і різних джерела світла, які займають однаковий об'єм: "F-корона" (для "фраунгоферівської"), "K-корона" (для "континуальної") і "E-корона" (для "емісійної"). "F-корона" названа на честь фраунгоферівського спектру ліній поглинання у звичайному сонячному світлі, які зберігаються при відбитті від невеликих матеріальних об'єктів. F-корона є слабкою поблизу самого Сонця, але лише поступово зменшує свою яскравість вдалині від нього, поширюючись далеко по небу і стаючи зодіакальним світлом. Вважається, що F-корона виникає з дрібних пилинок, що обертаються навколо Сонця; вони утворюють неміцну хмару, яка простягається через більшу частину Сонячної системи.
"К-корона" названа так за те, що її спектр є суцільним, без основних спектральних особливостей. Це сонячне світло, яке завдяки Томсоновському розсіюванню на вільних електронах у гарячій плазмі зовнішньої атмосфери Сонця. Континуальна природа спектра виникає через доплерівське розширення фраунгоферівських ліній поглинання Сонця в системі відліку (гарячих і, отже, швидко рухомих) електронів. Хоча К-корона - це явище електронів у плазмі, цей термін часто використовується для опису самої плазми (на відміну від пилу, який породжує F-корону).
"Е-корона" - це компонент корони зі спектром емісійної лінії, що знаходиться всередині або за межами діапазону довжин хвиль видимого світла. Це явище іонної складової плазми, оскільки окремі іони збуджуються при зіткненні з іншими іонами або електронами, або при поглинанні ультрафіолетового світла від Сонця.

## Фізичні риси

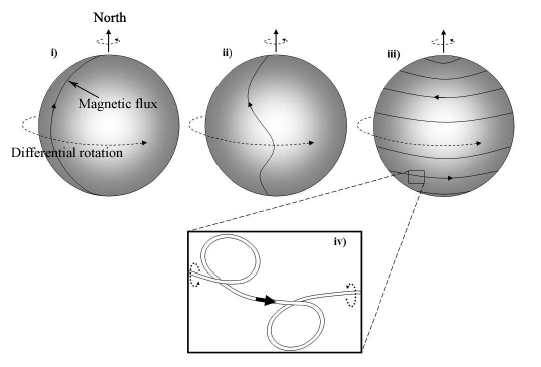
Малюнок, який демонструє конфігурацію сонячних магнітних потоків від час сонячного циклу

Сонячна корона значно гарячіша (у 150—450 разів) за саме Сонце: середня температура фотосфери 5800 кельвінів, а температура корони — від одного до трьох мільйонів кельвінів. Щільність корони становить лише 10−12 щільності фотосфери, а її світність у видимому світлі становить лише одну мільйонну. Корона відділена від фотосфери відносно тонкою хромосферою. Точний механізм нагрівання корони є предметом суперечки, але ймовірні причини включають індукцію магнітним полем Сонця та магнітогідродинамічні хвилі знизу. Зовнішні хвилі сонячної корони постійно відносяться у космос відкритими магнітними потоками і утворюють сонячний вітер.
Корона не завжди рівно розподілена по поверхні Сонця. Під час тихих періодів корона переважно обмежена екваторіальними регіонами Сонця, а корональні діри покривають полярні регіони. А під час активного періоду Сонця корона рівно розподілена екваторіальними і полярними регіонами, хоча найбільш на територіях з сонячними плямами. Цикли сонячної активності тривають приблизно 11 років, від одного сонячного мінімуму до іншого. Оскільки сонячне магнітне поле постійно закручується через швидше обертання маси на екваторі (диференційне обертання), активність сонячних плям буде більш сильною у сонячному максимумі, коли магнітне поле більш закручене. З сонячними плямами асоціюються і корональні петлі, петлі магнітних потоків, які піднімаються зсередини Сонця. Магнітний потік відштовхує більш гарячу фотосферу, оголюючи холоднішу плазму нижче, що і створює відносно темніші сонячні плями.
З часу, яка супутник Skylab 1973 року вперше сфотографував корону на високій роздільній здатності у рентгенівському діапазоні, що було потім доповнено Yohkoh та іншими, відомо, що структура корони різноманітна та складна.
Астрономи зазвичай виділять декілька регіонів:
- активні регіони: корональні петлі, масштабні структури, зв'язки між активними регіонами, яскраві точки, пустоти філаментів;
- корональні діри.

### Активні регіони
Активні регіони — це набори петльових структур, які поєднують точки з різними магнітними полюсами у фотосфері, так звані корональні петлі.
Вони переважно поширені у двох активних зонах, паралельних сонячному екватору. Середня температура регіонів перебуває між двома та чотирма мільйонами кельвінів, а щільність — від 109 до 1010 часточок на см³.

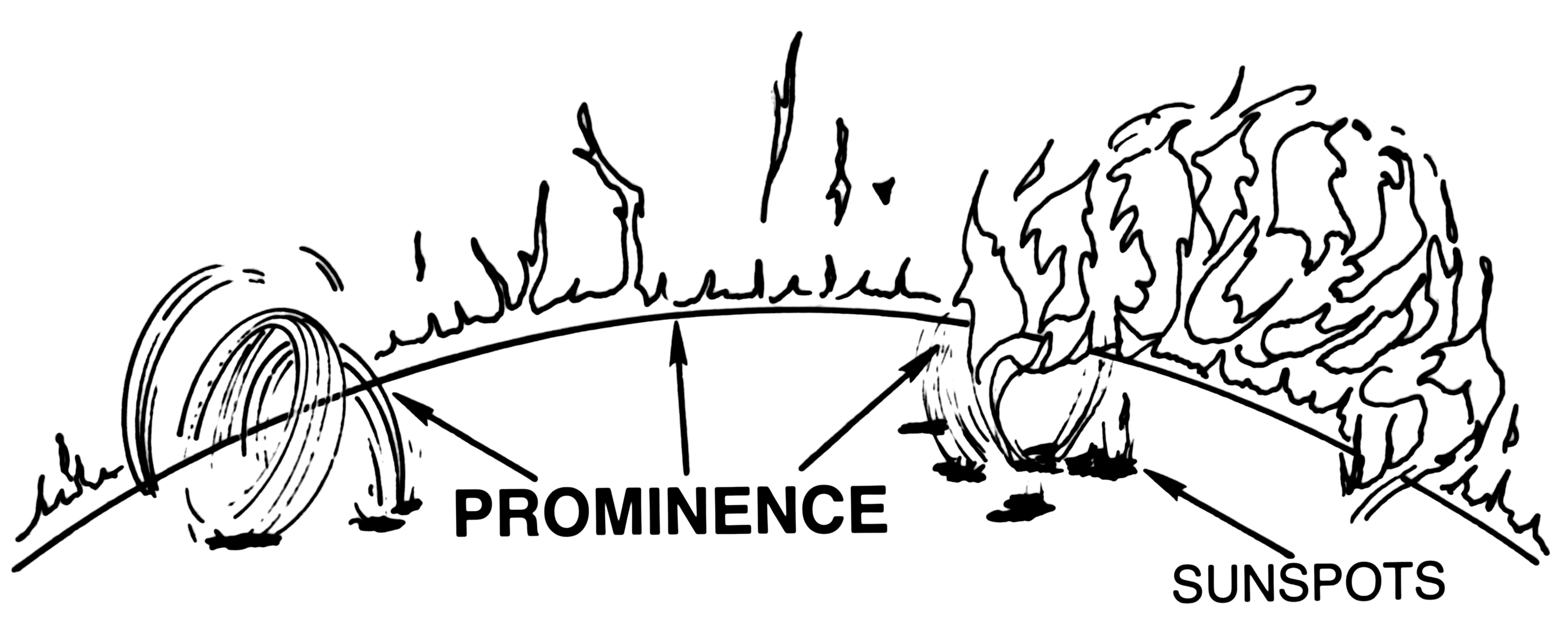
Зображення сонячних протуберанців та сонячних плям

Активні регіони включають всі феномени, які прямо пов'язуються з магнітним полем і відбуваються на різних висотах над поверхнею Сонця: сонячні плями і сонячні факели, що виникають у фотосфері, спікули, Hα філаменти та флокули у хромосфері, протуберанці у хромосфері та перехідному регіоні, та спалахи і корональні викиди маси у короні та хромосфері. Якщо спалахи надзвичайно сильні, вони також можуть торкнутися фотосфери і викликати хвилю Мортона. Натомість тихі протуберанці — це великі, холодні щільні структури, які спостерігаються як темні, «зміїні» Hα-стрічки (схожі на філаменти) на сонячному диску. Їх температура бл.5000–8000 K, і тому вони зазвичай вважаються рисами хромосфери.
У 2013 році на зображеннях з High Resolution Coronal Imager виявили раніше не бачені «магнітні коси» плазми всередині зовнішніх шарів цих активних регіонів.

#### Корональні петлі

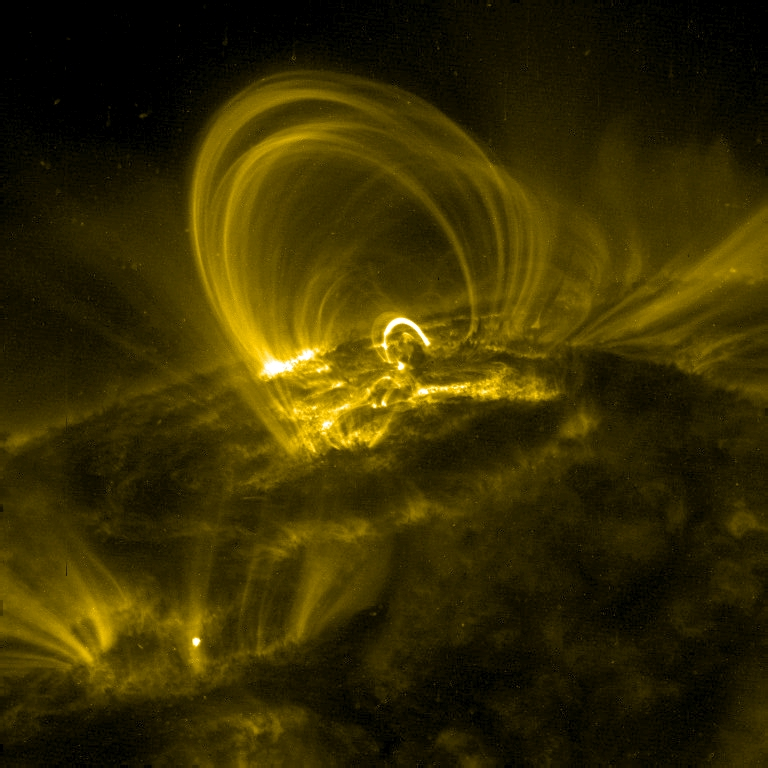
Корональна петля видима у вузькій смузі з центром на довжині хвилі 171 Å, що відповідає температурі близько 1 млн. К. Тобто найяскравіші ділянки зображення мають температуру близьку до мільйона. Це зображення отримано за допомогою космічного телескопа TRACE.

Корональні петлі є базовими структурами магнітної сонячної корони. Вони ж закритими магнітними потоками і «кузенами» відкритих магнітних потоків, які можна побачити у корональних дірах полярних регіонів і в сонячному вітрі. Петлі магнітних потоків піднімаються зсередини Сонця і заповнюються гарячою сонячною плазмою. Завдяки підвищеній магнітній активності у регіонах корональних петель, вони часто є передумовами сонячних спалахів і корональних викидів маси.
Сонячна плазма, яка харчує ці структури, нагрівається від менше 6000 K до понад 106 K на шляху від фотосфери через перехідний регіон до корони. Часто плазма надходить у петлі з одного кінця (ніжки петлі) та витікає через інший (сифонний потік внаслідок різниці у тиску або асиметричний потік внаслідок якогось іншого фактора).
Коли плазма піднімається з одного кінця на пік петлі, що завжди відбувається на початковій фазі маленького спалаху, це визначається як хромосферичне випаровування, а коли вона швидко охолоджується і падає назад у фотосферу — це хромосферична конденсація. Однак потік може підніматися з обох ніжок петлі симетрично, що спричиняє накопичення маси у структурі петлі. Внаслідок термальної нестабільності плазма може швидко охолоджуватись у цьому регіоні, що видно як філаменти (тріщини) на диску Сонця або протуберанці на фоні края сонячного диска.
Період існування корональних петель може тривати секунди (при спалахах), хвилини, години чи дні. Якщо існує баланс між джерелами та зануренням енергії петлі, вона може довго існувати і відома як стаціонарні або тихі корональні петлі. (приклад).
Корональні петлі є важливими для розуміння поточної проблеми нагрівання корони. Вони є джерелами сильного випромінення плазми і тому їх легко спостерігати астрономічними інструментами, такими як TRACE. Проблема є невирішеною, оскільки ці структури спостерігаються лише з відстані і присутні багато невизначеностей (наприклад, внесок випромінення вздовж лінії прямої видимості). Отримання остаточної відповіді потребуватиме вимірів in situ, але через високу температуру плазми корони на поточний час такі виміри неможливі. Наступна місія НАСА, Solar Probe Plus, наблизиться до Сонця досить близько, що дозволить більш прямі спостереження.

Корональні арки, які поєднують регіони протилежних магнітних полюсів (A) та однополярне магнітне поле у корональній дірі (B)

#### Масштабні структури
Масштабні структури — це дуже довгі арки, які можуть покривати до чверті сонячного диска, але містять менш щільну плазму, ніж корональні петлі активних регіонів.
Їх вперше зафіксували при спостереженні спалаху на Сонці 8 червня 1968 року ракетним зондом.
Масштабні структури корони змінюються протягом 11-річного циклу сонячної активності та стають особливо простими під час сонячного мінімуму, коли магнітне поле Сонця майже схоже на біполярну конфігурацію (плюс квадрупольний компонент).

#### Зв'язки між активними регіонами
Зв'язки між активними регіонами — це арки, які поєднують зони протилежних за знаком магнітних полів різних активних регіонів. Після спалахів спостерігаються значні варіації цих структур.
Одним з видів таких зв'язків є хелметові потоки — великі, схожі на ковпак, корональні структури з довгими вузькими вершинами, які зазвичай покривають сонячні плями та активні регіони. Корональні потоки вважаються джерелом повільного сонячного вітру.

#### Пустоти філаментів

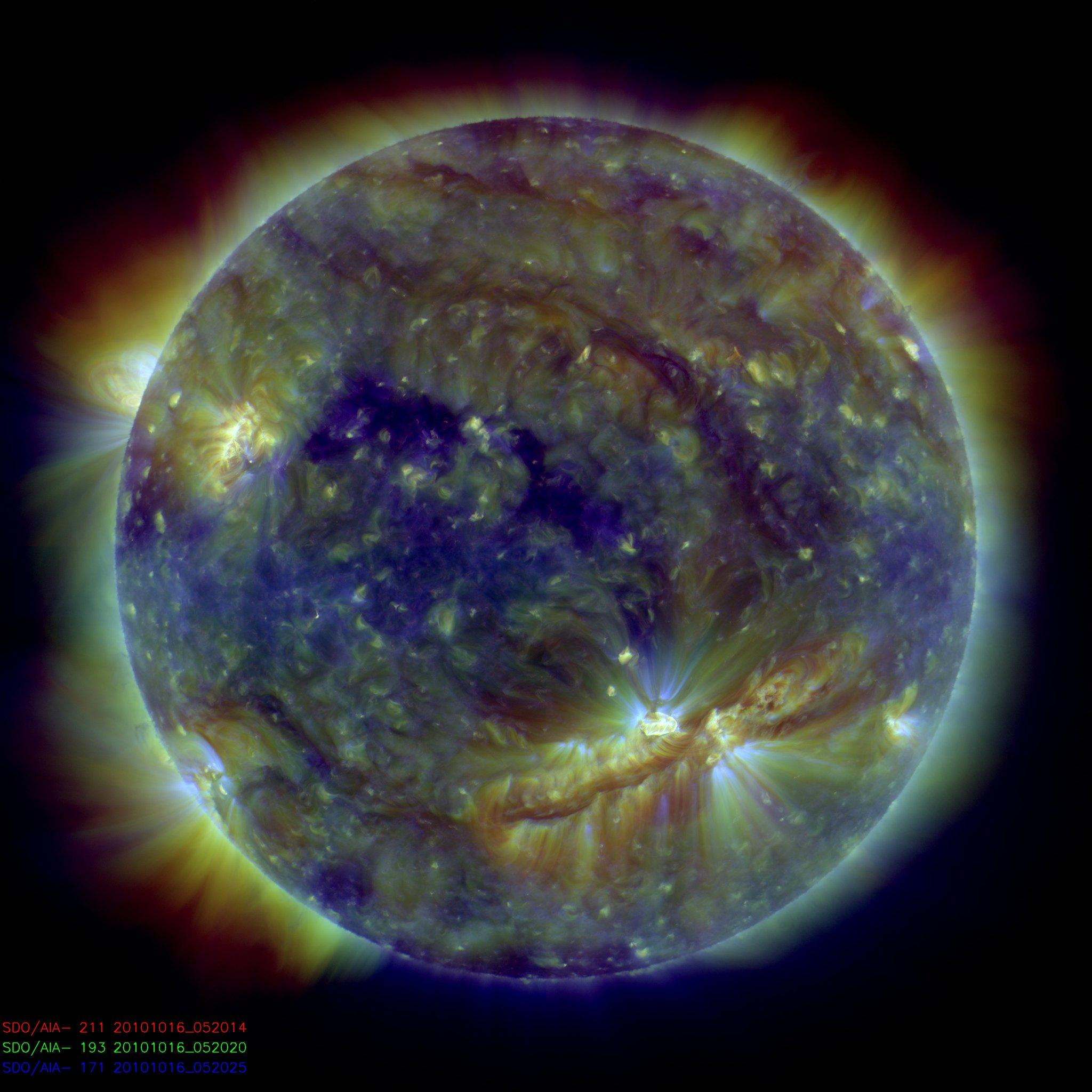
Фото, зроблене Solar Dynamics Observatory 16 жовтня 2010 р. Дуже довга філаментна пустота простягається по південній півкулі Сонця.

Пустоти філаментів (англ. Filament cavities) — це зони, які виглядають темними у рентгенівських хвилях та розташовані над регіонами, де у хромосфері спостерігаються Hα-філаменти (волосинки). Їх вперше спостерігали у 1970 році під час польотів двох ракетних зондів, які також виявили корональні діри.
Пустоти філаментів є холодніші газові (плазмові) хмари, підвішені над поверхнею Сонця магнітними силами. Ділянки інтенсивного магнітного поля виглядають на зображеннях темними оскільки в них не має гарячої плазми. Для стану рівноваги сума магнітного тиску та тиску плазми має бути постійною по всій геліосфері, і там де магнітне поле є сильнішим, плазма повинна бути холоднішою або менш щільною. Тиск плазми {\displaystyle p} може бути розрахований рівнянням стану ідеального газу {\displaystyle p=nK_{B}T}, де {\displaystyle n} — щільність кількості часточок, {\displaystyle K_{B}} — стала Больцмана, а {\displaystyle T} — температура плазми. З рівняння видно, що тиск плазми знижується при зниженні її температури відносно оточуючих регіонів або коли зона сильного магнітного поля очищається. Той самий фізичний ефект робить сонячні плями темними у фотосфері.

#### Яскраві точки
Яскраві точки — це малі активні регіони на сонячному диску. Точки, яскраві на рентгенівських хвилях, були вперше виявлені 8 квітня 1969 року під час польоту інструментів на ракеті.
Доля поверхні Сонця, вкритої яскравими точками, змінюється з циклом сонячної активності. Їх пов'язують з малими біполярними регіонами магнітного поля. Їх середня температура становить від 1,1x106 K до 3,4x106 K, а зміни у температурі часто корелюють зі змінами у рентгенівському випромінюванні.

### Корональні діри
Корональні діри — полярні регіони, які виглядають темними у рентгенівських хвилях, оскільки вони не випромінюють багато радіації. Це широкі ділянки поверхні Сонця, де магнітне поле однополярне і відривається у міжпланетний простір. Високошвидкісний сонячний вітер виникає переважно з цих ділянок.
На знімках корональних дір в ультрафіолеті часто можна побачити підвішені у сонячному вітрі маленькі структури, схожі на витягнуті бульбашки; це корональні плюми, а точніше витягнуті тонкі потоки, які простягаються з північного і південного полюсів Сонця.

### Тихе Сонце
Регіони Сонця, які не є частиною активних регіонів або корональних дір, зазвичай називають тихим Сонцем.
Екваторіальний регіон має вищу швидкість обертання, ніж полярні зони. Результатом диференційного обертання Сонця є те, що активні регіони завжди виникають у двох стрічках, паралельних екватору, їх поширення зростає під час періоду максимуму сонячного циклу, а у сонячний мінімум вони майже зникають. Тому тихе Сонце завжди збігається є екваторіальною зоною, а її поверхня менш активна під час максимуму сонячного циклу. З наближенням до сонячного мінімуму, поширення тихого Сонця зростає аж поки воно не покриває всю поверхню сонячного диску за виключенням деяких яскравих точок півкулі та полюсів, де існують корональні діри.

## Активність
Активність сильна.
| Корональна подія                                        | Типова тривалість       | Типовий розмір (Mm) |
| ------------------------------------------------------- | ----------------------- | ------------------- |
| Сонячний спалах в активному регіоні                     | від 10 до 10 000 секунд | 10–100              |
| Рентгенівська яскрава точка                             | хвилини                 | 1–10                |
| Спалах (корональні викиди маси) у масштабних структурах | від хвилин до годин     | ~100                |
| Спалах (корональні викиди маси) у з'єднувальних арках   | від хвилин до годин     | ~100                |
| Тихе Сонце                                              | від годин до місяців    | 100 — 1 000         |
| Корональна діра                                         | декілька обертань       | 100 –1 000          |

## Проблема нагрівання корони
У фізиці Сонця проблема нагрівання корони стосується питання: «Чому температура сонячної корони на мільйони кельвінів вища за температуру поверхні?». Між короною та фотосферою лежить тонкий перехідний регіон, в якому відбувається зростання температури. Його товщина — від десятків до сотень кілометрів. Високі температури вимагають, щоб енергія передавалась зсередини Сонця до корони нетермальними процесами, оскільки Друге начало (закон) термодинаміки не дозволяє прямий потік тепла від сонячної фотосфери з температурою бл.5800 К до корони з температурою 1-3 мільйони К (а деякі частини корони досягають 10 млн. К).
Кількість енергії, яка потрібна для нагрівання сонячної корони, розраховується як різниця між корональними радіаційними втратами та нагрівання теплопровідністю в напрямку хромосфери через перехідний регіон і становить бл. 1 кВт/м² поверхні хромосфери Сонця або 1/40000 кількості світлової енергії, яка тікає з Сонця.
Було запропоновано багато теорій нагрівання, але найбільш ймовірними лишаються два пояснення: хвильове нагрівання та магнітне перез'єднання (або наноспалахи) . Останні 50 років ні та, ні друга теорія не змогла повністю пояснити екстремальні температури корони.
Місія НАСА Solar Probe + повинна наблизитись до Сонця на відстань приблизно 9,5 його радіусів та дослідити корональне нагрівання та джерела сонячного вітру.
У 2012 році High Resolution Coronal Imager здійснив фотографування корони високої роздільної здатності (<0.2″) на м'яких рентгенівських променях, яким було виявлено тісно переплетені «коси» у короні. Припускається, що перез'єднання та «розплутування» цих «кіс» можуть бути первинними джерелами нагрівання активної сонячної корони до 4 мільйонів кельвінів. Основним джерелом нагрівання у тихій короні (бл. 1,5 мільйонів кельвінів) припускають магнітогідродинамічні хвилі.
| Модель нагрівання                                        | Модель нагрівання                                                                              | Модель нагрівання |
| Гідродинамічна                                           | Магнітна                                                                                       | Магнітна |
| -------------------------------------------------------- | ---------------------------------------------------------------------------------------------- | --- |
| - Відсутнє магнітне поле - Зорі, що повільно обертаються | DC (перез'єднання)                                                                             | AC (хвилі) |
| - Відсутнє магнітне поле - Зорі, що повільно обертаються | - Стреси B-поля - події перез'єднання - спалахи-наноспалахи - Однорідні коефіцієнти нагрівання | - Перемішування фотосферичних ніжок - Поширення магнітогідродинамічної хвилі - Сильний потік альвенівських хвиль - Неоднорідні коефіцієнти нагрівання |
|                                                          | Конкуруючі теорії                                                                              | |

### Теорія хвильового нагрівання
Теорія хвильового нагрівання, запропонована 1949 року Еврі Шатцманом, передбачає, що хвилі несуть енергію зсередини Сонця до його хромосфери та корони. Сонце утворене не зі звичайного газу, а з плазми, тому воно підтримує декілька типів хвиль, аналогічних до звукових хвиль у повітрі. Найважливішими типами цих хвиль є магнітозвукові хвилі та альвенівські хвилі. Магнітозвукові хвилі — це звукові хвилі, модифіковані присутністю магнітного поля, а альвенівські хвилі схожі на радіохвилі дуже низької частоти, які були модифіковані взаємодією з матерією у плазмі. Обидва типи хвиль можуть породжуватись турбулентністю грануляції та супергрануляції у сонячній фотосфері і обидва вони можуть переносити енергію на певну відстань через атмосферу сонця до перетворення на ударні хвилі, що скидають свою енергію як тепло.
Одна з проблем з цією теорією хвильового нагрівання — доставка енергії у правильне місце. Магнітозвукові хвилі не можуть переносити достатньо енергії через хромосферу вгору до корони тому, що у хромосфері існує низький тиск, і тому, що вони переважно відбиваються назад у фотосферу. Альвенівські хвилі можуть переносити достатньо енергії, але не скидають її досить швидко при потраплянні у корону. Поведінку хвиль у плазмі надзвичайно важко зрозуміти та описати аналітично, але комп'ютерні симуляції, проведені Томасом Богданом з коллегами 2003 року, показали, що альвенівські хвилі ймовірно можуть переходити в інші режими в основі корони, що створює шлях для переносу великих кількостей енергії з фотосфери через хромосферу та транзитний регіон у корону, де енергія перетворюється у тепло.
Іншою проблемою теорії хвильового нагрівання була повні відсутність до кінця 1990-х будь-яких прямих доказів поширення хвиль у сонячній короні. Перше пряме спостереження поширення хвиль по короні було зроблено 1997 року космічною обсерваторією SOHO, першим інструментом, який здатний спостерігати Сонце на крайніх ультрафіолетових хвилях тривалий період часу зі стабільною фотометрією. Зокрема спостерігались магнітозвукові хвилі частотою близько 1 міллігерца, які переносять лише 10 % енергії, потрібної для нагрівання корони. Існують також спостереження локалізованих хвильових явищ, наприклад створення альвенівських хвиль сонячними спалахами, але ці події є непостійними і не можуть пояснити загальну температуру корони.
Досі точно не відомо, які кількість енергії доступна для нагрівання корони. Надруковані 2004 року дослідження з використанням даних космічного апарата TRACE вказують на наявність у сонячній атмосфері хвиль з частотою до 100 міллігерц, а виміри температури різних іонів сонячного вітру інструментом на борту SOHO дають вагомі непрямі докази існування хвиль частотами до 200 Герц, що вже перебуває в межах діапазону слуху людини. Хоча звичайних умовах їх дуже важко зафіксувати, але команди з Вільямського коледжу (англ. Williams College), США, зібрали певні докази існування хвиль у діапазоні 1–10 Герц під час сонячних затемнень.
Нещодавно альвенівські рухи були виявлені у нижній частині сонячної атмосфери
 та в зоні тихого Сонця, у корональних дірах і активних регіонах за допомогою інструментів Solar Dynamics Observatory.
Ці альвенівські осциляції мають значну силу та здаються пов'язаними з хромосферними альвенівськими осциляціями, раніше поміченими апаратом Hinode.
Спостереження сонячного вітру апаратом WIND нещодавно надали докази на підтримку теорій, що альвенівсько-циклотронне розсіювання веде до локального нагрівання іонів.

### Теорія магнітного перез'єднання

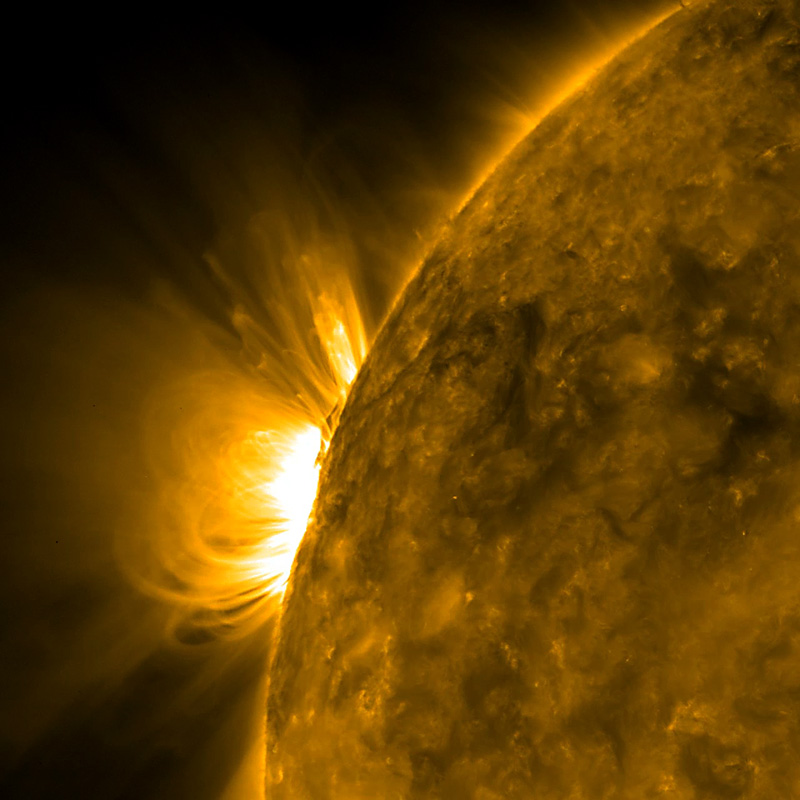
Арка активного регіону, фото Solar Dynamics Observatory

Теорія магнітного перез'єднання передбачає, що сонячне магнітне поле створює електричні струми у сонячній короні, які потім раптово колапсують, вивільняючи енергію як тепло та енергію хвиль у короні. Цей процес має назву «перез'єднання» через особливе поводження магнітних полів у плазмі (або у будь-якій електропровідній рідині, наприклад у ртуті чи морській воді). У плазмі лінії магнітного поля зазвичай зв'язані з окремими елементами матерії таким чином, що топологія магнітного поля лишається незмінною: якщо певні північний та південний магнітні полюси з'єднані окремою лінією поля, то навіть якщо плазма перемішується або магніти переміщуються, ця лінія поля продовжуватиме з'єднувати ці два конкретні полюси. Зв'язок підтримується електричними струмами, які індукуються в плазмі. За певних умов електричні струми можуть колапсувати, що спричиняє «перез'єднання» магнітного поля до інших магнітних полюсів та вивільняє тепло та енергію хвиль у процесі.
Вчені припускають, що магнітне перез'єднання може бути механізмом утворення сонячних спалахів, найбільших вибухів у нашій Сонячній системі. Більш того, поверхня Сонця покрита мільйонами невеликих намагнічених ділянок шириною 50–1 000 км. Ці маленькі магнітні полюси оточені постійною грануляцією. Магнітне поле сонячної корони має постійно перез'єднуватись, щоб відповідати руху цього «магнітного килима». Енергія, яка вивільняється при перез'єднанні є вірогідним кандидатом на корональний нагрів, можливо внаслідок серії наноспалахів, кожен з яких вивільняє мало енергії, але за рахунок кількості сумарна енергія є великою.
Ідею наноспалахів, які нагрівають корону, запропонував Юджин Паркер у 1980-ті роки, але вона досі лишається контроверсійною: ультрафіолетові телескопи, такі як TRACE та SOHO/EIT спостерігають окремі наноспалахи які невелике зростання яскравості у крайньому ультрафіолеті, але таких спалахів не спостерігається достатньо для пояснення всієї енергії, яка потрапляє у корону. Неврахована енергія може пояснюватись енергією хвиль або поступовим магнітним перез'єднанням, яке вивільняє енергію більш згладжено, ніж наноспалахи, а тому погано виявляється у даних TRACE. Варіації гіпотези наноспалахів використовують інші механізми стресу магнітного поля чи вивільнення енергії і є предметом активних досліджень з 2005 р.

### Спікули (тип II)
Багато років науковці вважали, що спікули надсилають тепло у корону, але після спостережних досліджень у 1980-ті виявилось, що плазму спікул не досягає корональних температур, і ця теорія була відкинута.
У 2007 році був відкритий новий клас спікул (тип II), які мають вищу швидкість (до 100 км/с) та коротшу тривалість існування. Результати досліджень 2010 року, проведених Національним центром атмосферних досліджень в Колорадо спільно з Lockheed Martin's Solar and Astrophysics Laboratory та Інститутом теоретичної астрофізики Університету Осло, показали, що ці джети викидають розігріту плазму у верхні шари атмосфери Сонця та можуть пояснить проблему нагрівання.
Для тестування гіпотези були використані інструменти нещодавно запущеної НАСА «Solar Dynamics Observatory» та «Solar Optical Telescope» на японському супутнику «Hinode». Отримані цими інструментами детальні просторові та температурні дані підтверджують, що ці спікули поставляють масу у корону та виявили зв'язок між надгарячою плазмою корони та цими поставками маси спікулами.

## Зоряні корони
Корони притаманні зорям «холодної» половини діаграми Герцшпрунга-Рассела. Їх можна спостерігати за допомогою рентгенівських телескопів. Деякі зоряні корони, особливо у молодих зір, значно яскравіші за сонячну. Наприклад, FK Волосся Вероніки є прототипом змінних зір типу FK Com, гігантів спектральних класів типу G та K з незвичайно швидким обертанням та ознаками надзвичайної активності. Їх рентгенівські корони є одними з найяскравіших (Lx ≥ 1032 ерг·с−1 або 1025W) та найгарячіших відомих корон з температурами до 40 мільйонів кельвінів.
Астрономічні спостереження, виконані за допомогою HEAO-2 Джузеппе Вайяна з колегами, показали, що зорі спектральних класів F, G, K та M мають хромосфери та часто корони, схожі на сонячні.
Зорі класів O-B, які не мають зон поверхневої конвекції, мають сильне рентгенівське випромінення, але не мають корон. Натомість їх зовнішні оболонки випромінюють на рентгенівських хвилях під час струсів у швидкісних газових пухирях внаслідок температурної нестабільності.
Зорі класу A також не мають зон конвекції, але вони не випромінюють на ультрафіолетових та рентгенівських хвилях; вважається, що вони не мають ні хромосфер, ні корон.